# 湯嘉寶
湯嘉寶(英語：Tong Ka-po)，(1981年3月17日—)，前香港女子網球運動員，曾代表香港參加亞運會。現網球教練及now寬頻電視體育評述員，她曾是黃澤林的啟蒙教練及經理人。

## 簡歷
湯嘉寶在11歲時，小學六年級時被選中參加小型網球賽，此後每日練習。
2000年成為全職網球運動員（页面存档备份，存于）。
湯嘉寶曾6次獲香港中華游樂會全港網球公開賽女單公開組冠軍。
2022年，由「運動燃希望基金」及湯嘉寶發起「AFTERLIFE™ just as beautiful計劃」，在香港21個私人會所及康樂及文化事務署轄下網球中心收集廢棄網球。

## 公職
- 「運動燃希望基金」委員[4]

## 外部連結
- 湯嘉寶的国际女子网球协会官方資料（英文）
- 湯嘉寶的Instagram帳戶